# معبد كاريوس
معبد كاريوس أو بارثيان آريوس (Gareus) من أهم المعابد الواقعة قرب مدينة الوركاء الأثرية في العراق، ويقع في قضاء الوركاء في محافظة المثنى (السماوة) بالعراق، ويعود تأريخ بناؤه إلى عهد الدولة السلوقية أو البارثية، وذكر إنه أعيد بناؤه في عام 110 أي بعد آلاف السنين من أحدث مبنى للحضارة الأكدية والبابلية التي حوله، ويمتاز بهندسة معمارية فريدة من نوعها. ويبعد حوالي 30 كم تقريبا شرق مدينة السماوة.

وربما يعود تاريخ بناؤه إلى القرن الأول الميلادي، والمعبد هو واحد من عدد قليل جدا من مباني العبادة الموجودة من الفترة البارثية في بابل.بني المعبد من الطوب المحروق ويتكون من غرفة واحدة فقط. والأبعاد الخارجية هي 10.7 × 13.7 م. والارتفاع السابق غير معروف، ولكن بقايا المبنى لا تزال مرتفعة عدة أمتار اليوم، وقد زينت كل من الجانبين الخارجي بأربعة أعمدة مع عواصم أيونية ومنافذ بينها، وهي مقوسة كنهاية علوية. ويقف أمام واجهة المعبد سلسلة من ست ركائز، وبني بالجص مرة واحدة وزينت مع إطار تصويري لبعض المخلوقات الأسطورية.
كان المعبد يقف في البداية في منطقة محصنة، والتي بنيت مع مرور الوقت، وهناك أيضا حمام تحت المباني، وأستعيد مبنى المعبد الفعلي جزئياً في عام 1972.

المدن السومرية القديمة

إن كاريوس هو آلهة بارثية، وقد كان معروفا من خلال النقوش والكتابات القديمة التي وجدت في مدينة الوركاء (أوروك) في العراق.

## معرض صور

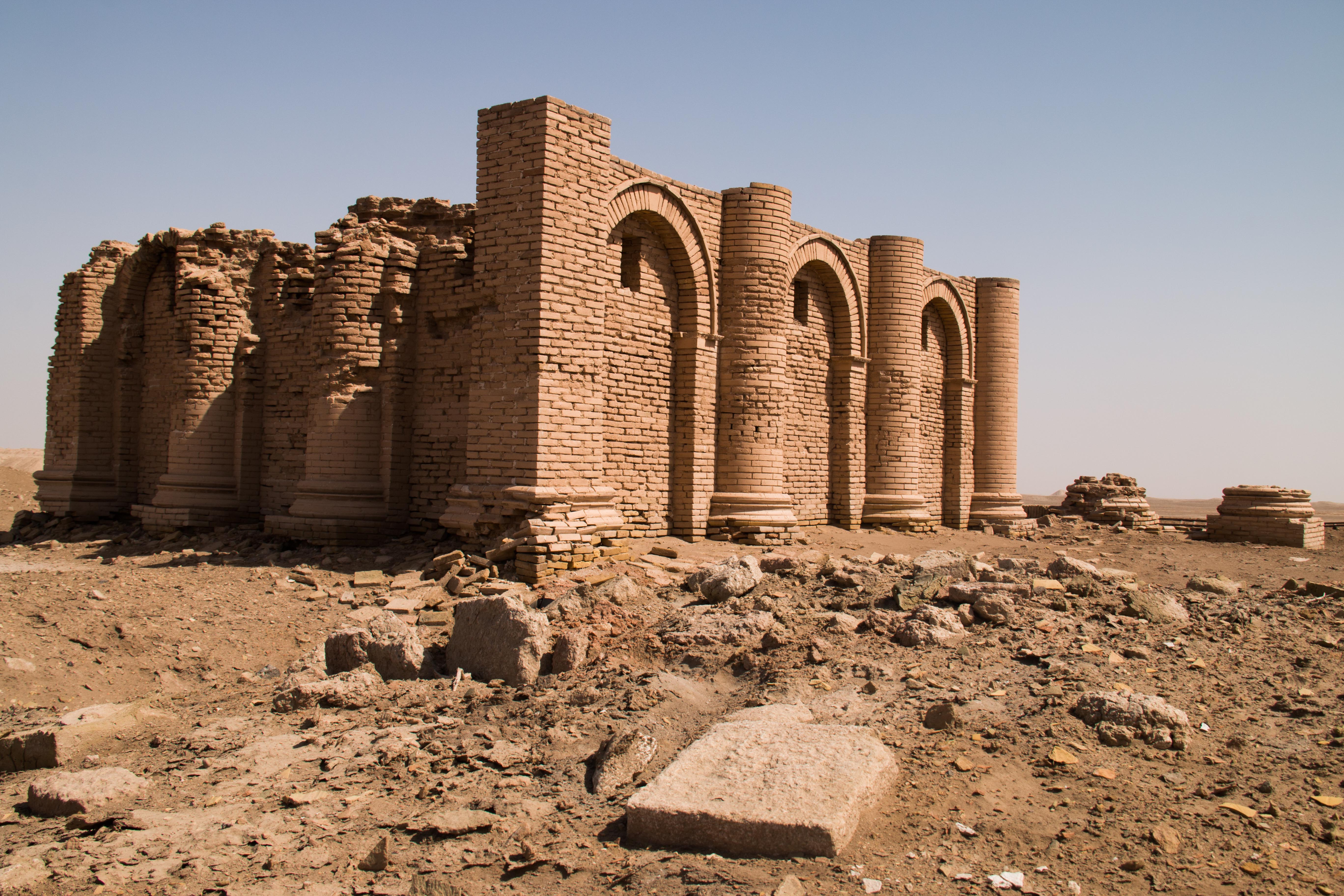
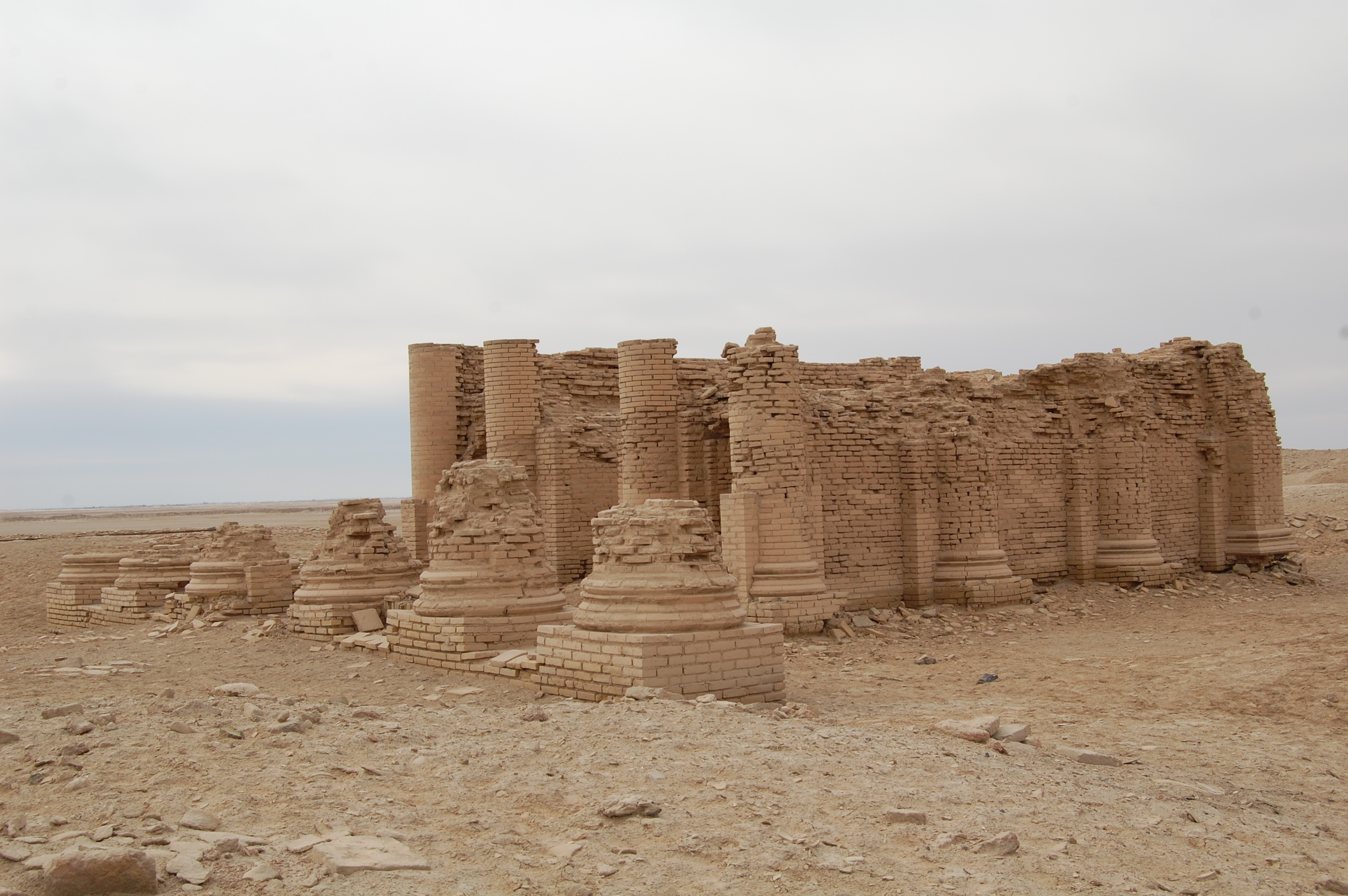
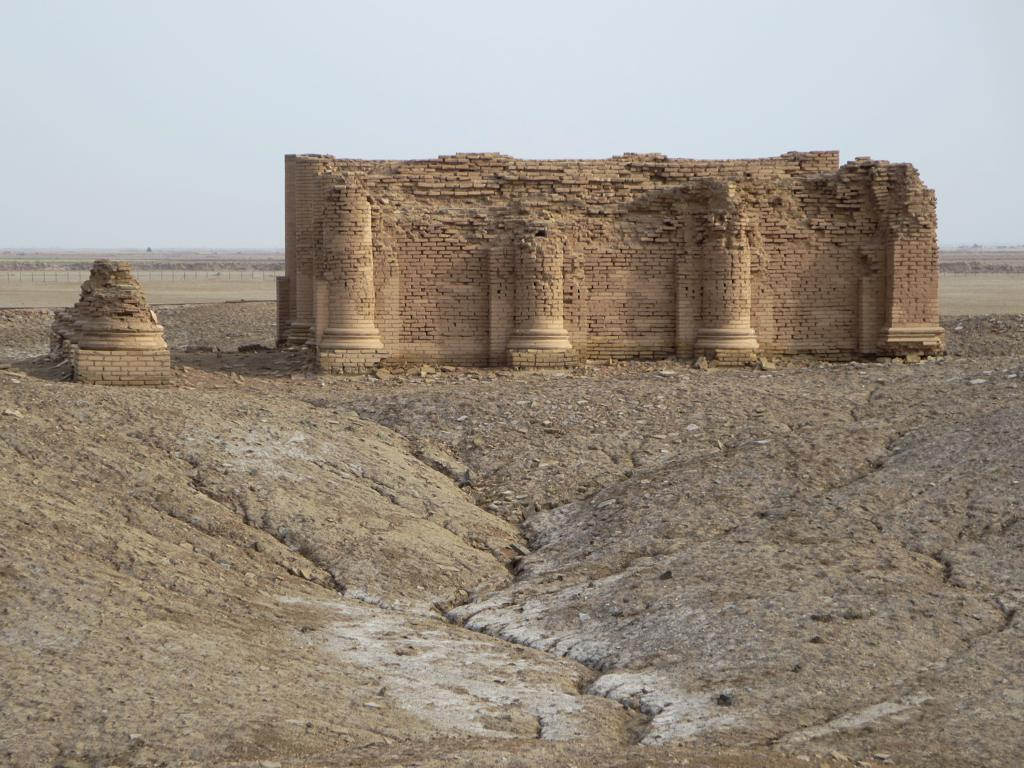